# Slatina nad Úpou
Slatina nad Úpou (německy Moorgrund an der Aupa) je obec v severozápadní části okresu Náchod v Královéhradeckém kraji. Žije zde 322 obyvatel. Kromě samotné Slatiny nad Úpou patří k obci také dvě další vesnice: Boušín a Končiny, oficiálně se ale nečlení na evidenční části obce.

## Název
Název Slatina vypovídá, že vesnice byla založena v místech, kde bývala slatina – bažinaté místo, bahnisko. V České republice se ale nachází mnoho vesnic s tímto názvem, proto představitelé obce žádali o doplnění názvu na Slatina nad Úpou; ten je úředně užíván od roku 1904.

## Historie
První písemná zmínka o obci pochází z roku 1545, kdy byla Slatina nad Úpou součástí vízmburského panství. Samostatnou obcí se stala v roce 1848.
Vesnice Boušín (dřívější název Bohušín) je pravděpodobně starší, první písemná zmínka je už z roku 1350, kdy zde byla farnost s dřevěným kostelíkem. Během husitských válek v roce 1424 byl ale kostelík vypálen. Podle pověsti byl ale v roce 1464 postaven nový, taktéž dřevěný kostel Janem Litobořským z Chlumu. Ten nechal kostel vystavět na poděkování za zázračné uzdravení své hluchoněmé dcery. Tento kostel byl rovněž vypálen, a sice během třicetileté války. V letech 1682–1692 byl na troskách vypáleného kostela postaven nákladem knížete Vavřince Piccolomini nový zděný, ve stylu venkovského baroka, který se zachoval v původní podobě dodnes.

## Přírodní poměry
Do jihovýchodní části katastrálního území obce zasahuje národní přírodní památka Babiččino údolí.

## Obyvatelstvo
| Rok            | 1869  | 1880  | 1890  | 1900  | 1910  | 1921 | 1930 | 1950 | 1961 | 1970 | 1980 | 1991 | 2001 | 2011 | 2021 |
| -------------- | ----- | ----- | ----- | ----- | ----- | ---- | ---- | ---- | ---- | ---- | ---- | ---- | ---- | ---- | ---- |
| Počet obyvatel | 1 301 | 1 311 | 1 292 | 1 148 | 1 089 | 973  | 899  | 617  | 490  | 419  | 374  | 320  | 297  | 291  | 312  |
| Počet domů     | 220   | 224   | 238   | 225   | 238   | 239  | 244  | 235  | 181  | 156  | 127  | 190  | 200  | 200  | 208  |

## Obecní správa

### Obecní symboly
Znak a vlajka byly obci uděleny rozhodnutím předsedy Poslanecké sněmovny Parlamentu České republiky dne 9. prosince 2002.

## Zajímavosti
- Do Boušína a na boušínskou faru umístil Alois Jirásek část děje prvního dílu románové kroniky U nás.[7]

## Pamětihodnosti
- Dřevěná zvonice
- Sloup se sochou Panny Marie
- Kostel Navštívení Panny Marie (Boušín)